# 胡利奥·冈萨雷斯 (1961年)
胡利奥·冈萨雷斯（西班牙語：Julio González，1961年1月7日—），古巴男子拳击运动员。他曾代表古巴参加1987年、1991年和1995年泛美运动会拳击比赛，获得一枚金牌。他也曾参加1992年和1996年夏季奥运会。